# Aristeguietia
Aristeguietia é um género botânico pertencente à família Asteraceae. É composto por 22 espécies descritas e destas 21 são aceites. Os membros deste género podem ser encontrados na  Colômbia, Sul do Peru e uma espécie no Chile.
O género foi descrito por R.M.King & H.Rob. e publicado em Phytologia 30: 218. 1975.
Trata-se de um género reconhecido pelo sistema de classificação filogenética Angiosperm Phylogeny Website.

## Espécies
As espécies aceites neste géneros são:
- Aristeguietia amethystina (B.L.Rob.) R.M.King & H.Rob.
- Aristeguietia anisodonta (B.L.Rob.) R.M.King & H.Rob.
- Aristeguietia arborea (Kunth) R.M.King & H.Rob.
- Aristeguietia ballii (Oliv.) R.M.King & H.Rob.
- Aristeguietia buddleifolia (Benth.) R.M.King & H.Rob.
- Aristeguietia cacalioides (Kunth) R.M.King & H.Rob.
- Aristeguietia chimborazensis (Hieron.) R.M.King & H.Rob.
- Aristeguietia cursonii (B.L.Rob.) R.M.King & H.Rob.
- Aristeguietia dielsii (B.L.Rob.) R.M.King & H.Rob.
- Aristeguietia diplodictyon (B.L.Rob.) R.M.King & H.Rob.
- Aristeguietia discolor (DC.) R.M.King & H.Rob.
- Aristeguietia gascae (B.L.Rob.) R.M.King & H.Rob.
- Aristeguietia gayana (Wedd.) R.M.King & H.Rob.
- Aristeguietia glutinosa (Lam.) R.M.King & H.Rob.
- Aristeguietia lamiifolia (Kunth) R.M.King & H.Rob.
- Aristeguietia perezioides (B.L.Rob.) R.M.King & H.Rob.
- Aristeguietia persicifolia (Kunth) R.M.King & H.Rob.
- Aristeguietia pseudarborea (Hieron.) R.M.King & H.Rob.
- Aristeguietia tahonensis (Hieron.) R.M.King & H.Rob.
- Aristeguietia tatamensis (B.L.Rob.) R.M.King & H.Rob.
- Aristeguietia uribei R.M.King & H.Rob.